# Hexatoma timorensis
Hexatoma timorensis är en tvåvingeart som beskrevs av Alexander 1936. Hexatoma timorensis ingår i släktet Hexatoma och familjen småharkrankar. Inga underarter finns listade i Catalogue of Life.